# Michel Sorin
Pour les articles homonymes, voir Sorin.
Michel Sorin, né le 18 septembre 1961 à Cossé-le-Vivien (Mayenne), est un joueur et un entraîneur de football français. Il joue au poste de défenseur dans les années 1980 et au début des années 1990, avant de devenir entraîneur.

## Biographie

### Carrière de joueur
Michel Sorin naît à Cossé-le-Vivien en Mayenne, dans une fratrie de sept frères et quatre sœurs. Fils du président du club de football local, il fait partie de l'équipe des minimes de la Mayenne en 1975. En 1976 il rejoint le Stade lavallois, club phare du département, où évolue déjà son frère aîné. International juniors en 1978, Michel Sorin fait partie des huit premiers stagiaires à intégrer en juillet 1979 le centre de formation du Stade lavallois, nouvellement construit. 
Il dispute son premier match en Division 1 le 27 mai 1980 contre le FC Nantes au stade Marcel-Saupin. Le club est alors entraîné alors par le légendaire Michel Le Milinaire. Il signe un contrat stagiaire lors de l'été 1980 et intègre l'effectif professionnel en 1981. En 1982 il incorpore le bataillon de Joinville et remporte en février 1983 le Challenge Kentish avec l'équipe de France militaire. Il signe son premier contrat professionnel à l'été 1983. 
Défenseur athlétique, au jeu de tête puissant, il vit le plus beau moment de sa carrière avec Stade Lavallois en 1983 lors de la double confrontation en Coupe de l'UEFA avec la grande équipe du Dynamo de Kiev de Oleg Blokhine et Aleksandr Zavarov. Le match aller en URSS se solde par un flatteur score de 0-0, puis les courageux lavallois sortent vainqueurs du match retour grâce à José Souto qui inscrit l'unique but de la partie dans un stade Francis-Le-Basser archi-comble pour l'occasion.
Il remporte la Coupe de la Ligue 1984, marquant en finale face à l'AS Monaco. 
Il part ensuite au Brest Armorique FC où il joue trois saisons avant de rejoindre le Stade rennais. Il termine sa carrière professionnelle au bout de sept ans au Stade rennais après avoir évolué en Division 1 et Division 2. 

### Carrière d'entraîneur
Michel Sorin est titulaire du diplôme d'entraîneur de football (DEF). Il commence sa carrière d'entraîneur avec l'équipe réserve du Stade rennais. Il entraîne également l'équipe des moins de 20 ans qui atteint les demi-finales de la Coupe Gambardella en 1996.
En 2008-2009 il participe à « Dix mois vers l'emploi », programme développé par l'UNECATEF à destination des entraîneurs sans club,.
En juillet 2011, après la non-reconduction du contrat d'entraîneur général de Joël Cloarec aux commandes de l'AS Vitré (CFA 2), Michel Sorin le remplace alors et devient l'entraîneur général de l'AS Vitré dont les dirigeants souhaitent que leur équipe puisse remonter immédiatement en CFA.
L'AS Vitré termine la saison 2011-2012 à la seconde place du championnat de CFA 2, juste derrière l'US Saint-Malo qui est promue cette année-là à l'échelon supérieur. Après huit saisons au club de l'AS Vitré, et après avoir emmené le club jusqu'en quart de finale de la Coupe de France, il décide de quitter le club pour devenir entraîneur adjoint de l'équipe féminine de l'Olympique lyonnais,.
Depuis 2014 Michel Sorin est membre du conseil d'administration de l'association des anciens joueurs du Stade rennais.

## Parcours de joueur
- 1979-1986 :  Stade lavallois
- 1986-1989 :  Brest Armorique FC
- 1989-1996 :  Stade rennais FC[15]

## Parcours d'entraîneur
- 1995-1997 :  Stade rennais FC (réserve)
- 1997-2000 :  Municipaux de Rennes
- 2000-2001 :  US Changéenne
- 2001-2002 :  US Saint-Malo
- 2002-2007 :  Stade rennais FC (entraîneur adjoint)
- 2009-2010 :  Requins de l'Atlantique
- 2010 :  Bénin
- Mai 2011 - juin 2019 :  AS Vitré
- Juin 2019 - juin 2021 :  Olympique Lyonnais Féminines (entraîneur adjoint)
- Depuis juin 2021 :  Stade rennais FC section féminine

## Palmarès
- Vainqueur de la Coupe de la Ligue en 1984 avec le Stade lavallois
- Vainqueur du Challenge Kentish en 1983 avec l'équipe de France militaire

- Vainqueur de la Ligue des champions avec l'Olympique lyonnais Féminines en 2020.
- Champion de France avec l'Olympique lyonnais Féminines en 2020.
- Vainqueur de la Coupe de France avec l'Olympique lyonnais Féminines en 2020.
- Vainqueur du Trophée des Championnes avec l'Olympique lyonnais Féminines en 2019.

## Statistiques
- 308 matches et 4 buts en Division 1
- 129 matches et 7 buts en Division 2
- 4 matches en Coupe de l'UEFA

## Vie personnelle
Le fils de Michel Sorin, Arthur, a été lui aussi footballeur professionnel. Il a notamment joué en Suède au Kalmar FF, et au Danemark. Son second fils, Eliott, ancien pensionnaire du centre de formation du Stade rennais, et qui a connu la sélection avec l'équipe de France des moins de 18 ans. Lors de la saison 2018-19, tous les deux évoluent sous ses ordres à l'AS Vitré. Sa fille Charlie est juriste à l'UNFP.